# 東京都交通局12-600形電車
東京都交通局12-600形電車（とうきょうとこうつうきょく12-600がたでんしゃ）は、2012年（平成24年）2月23日より営業運転を開始した、東京都交通局（都営地下鉄）大江戸線用の通勤形電車。形式名は、ハイフンを抜かして「いちまんにせんろっぴゃくがた」と読む。

## 概要
東京都交通局は、2010年（平成22年）2月に経営計画「ステップアップ2010」を策定した。この策定に基づき、大江戸線においてプラットホーム上での事故防止を目的として、2013年（平成25年）6月までに各駅へ順次ホームドアの設置を進めている。しかし、ホームドアの設置後は駅停車時分が増加することから、ラッシュ時における混雑緩和を目的として、8両編成2本（16両）の本形式を導入して輸送力増強を図ることとなった 。
当初計画では2011年（平成23年）度末に2編成とも導入する予定であったが、2編成目については同年3月に発生した東北地方太平洋沖地震（東日本大震災）の影響により機器メーカーで製造中の制御装置が破損し、改めて機器の再製造をしたため、約半年遅れで落成した。
第61編成（12-611 - 12-618）は2011年8月下旬に川崎重工業兵庫工場から根岸（横浜本牧）まで甲種輸送された。その後同月から9月にかけて搬入作業を行い、誘導障害試験や性能確認試運転、乗務員訓練を実施した後の2012年2月23日に営業運転を開始した。第62編成（12-621 - 12-628）は同年3月に搬入され、5月より営業運転に就いている。大江戸線用で使われる車両としてはE5000形電気機関車に続く2番目の川崎重工業製の車両である。
車両は小型地下鉄規格のリニアモーター地下鉄であり、車体は大形押出形材を用いたオールアルミニウム合金製の無塗装車体としている。ただし、車両側面の客用ドアについては、アルミ製ではなくステンレス製とした。
本形式の基本的な機器や仕様などは12-000形4次車をベースとしているが、4次車の製造終了から10年以上が経ち、製造中止となった部品もあることから一部で設計変更が行われている。
2014年度からは、製造から20年以上が経過した12-000形1・2次車の置き換え用として2次車（第63編成から第68編成）が導入されている。2018年度からは、輸送力増強および12-000形3次車の置き換え用として3次車（第69編成 - ）が導入されている。これら増備車は、当初導入された1次車とは仕様が大きく変更されているため、変更点については後述する。

## 車体
本形式の外観デザインは、既に12-000形が「大江戸線のイメージ」ともなっていることから同系列をベースとしたものとし、乗務員の居住性向上のために前頭部は傾斜をなくして直立化させた先頭形状とした。大江戸線のホームは基本的に島式構造のため、運転台は進行方向右側配置とし、前面非常扉は進行方向左側にオフセットされている。
車体に巻かれるラインカラーは大江戸線の「マゼンタ」をアレンジした「ぶどう酒色」と「いちご色」、さらには白色のカラーを加えることで、軽快なイメージを表現している。また、側面ではホームドアの設置後も新型車両であることをアピールするため、側窓上部にも赤色のラインを追加している。12-000形では車体側面の車両番号表記は車体下部と窓横付近の2か所に表記されていたが、本系列では窓横付近1か所とした。
乗務員室・運転台配置は、乗務員の取り扱いや視認性などを考慮して、基本的に12-000形とほぼ同一としている。大江戸線は基本的に島式ホーム構造のため、運転台は右側配置としている。マスコンハンドルは右手操作形ワンハンドル式を採用している。また、ホームドア制御のため、ドアの開閉指令を地上側に伝える車上伝送装置を運転台上部に設置している。

## 車内内装
車内の内板は白色系として明るさを感じさせるものとし、床敷物は経年劣化が目立たないよう濃い紫色（藤色）とし、素材には火災発生時に有毒ガスの発生しないゴム材を採用した。一般席の座席モケットは12-000形と同様の朱色系の「ファインレッド」色を採用し、1人分の掛け幅は460mmを確保している。優先席部については青色の座席モケットを使用し、一般席との区別を図っている。ドア間の7人掛け座席にはスタンションポール（縦握り棒）を新設したほか、座席端部には大型仕切り板を設置した。車両間の貫通扉は、騒音防止のため各車両の端部に設置されている（中間車は2か所・先頭車は1か所）。
本形式はバリアフリー設備も充実しており、客用ドア出入口の床敷物は黄色として目立たせたほか、ドア上部には新たにドア開閉時に赤く点滅する「ドア開閉表示灯」を新設した。車椅子スペースは4・5号車の車端部に設置している。車内案内表示器は12-000形と同様のLED文字表示方式で、客用ドア上部に千鳥配置されている。放送装置には自動放送装置を搭載するほか、車外案内用に車外放送機能を有する。
空調装置はセミ集中式（集約分散式）であるが、12-000形で混雑時の暑さが課題となったエアコンよりも容量増強を図った17.44 kW(15,000kcal/h)出力品を各車に2台（1両あたり34.88 kW・30,000kcal/h）搭載している。

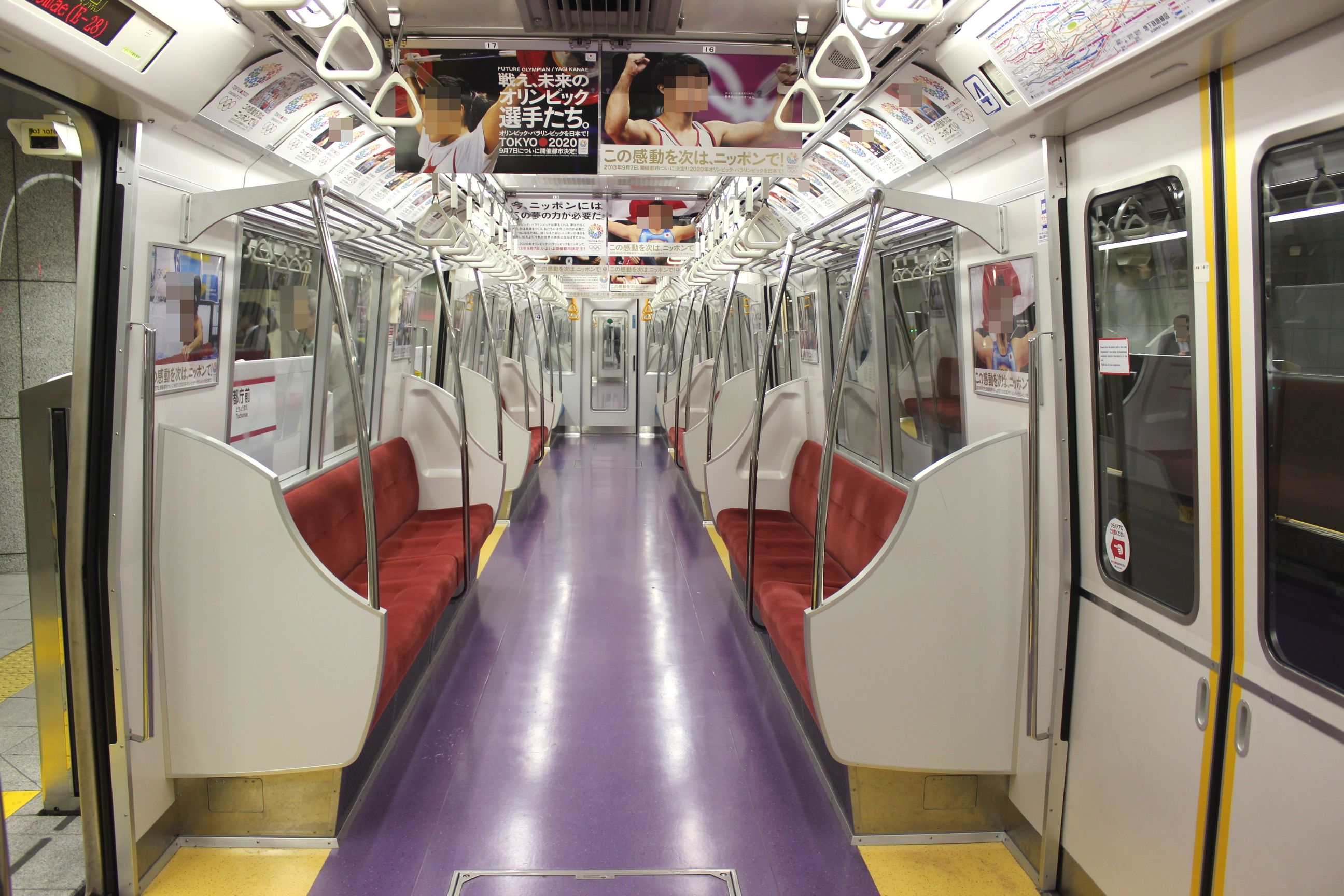
車内（1次車）
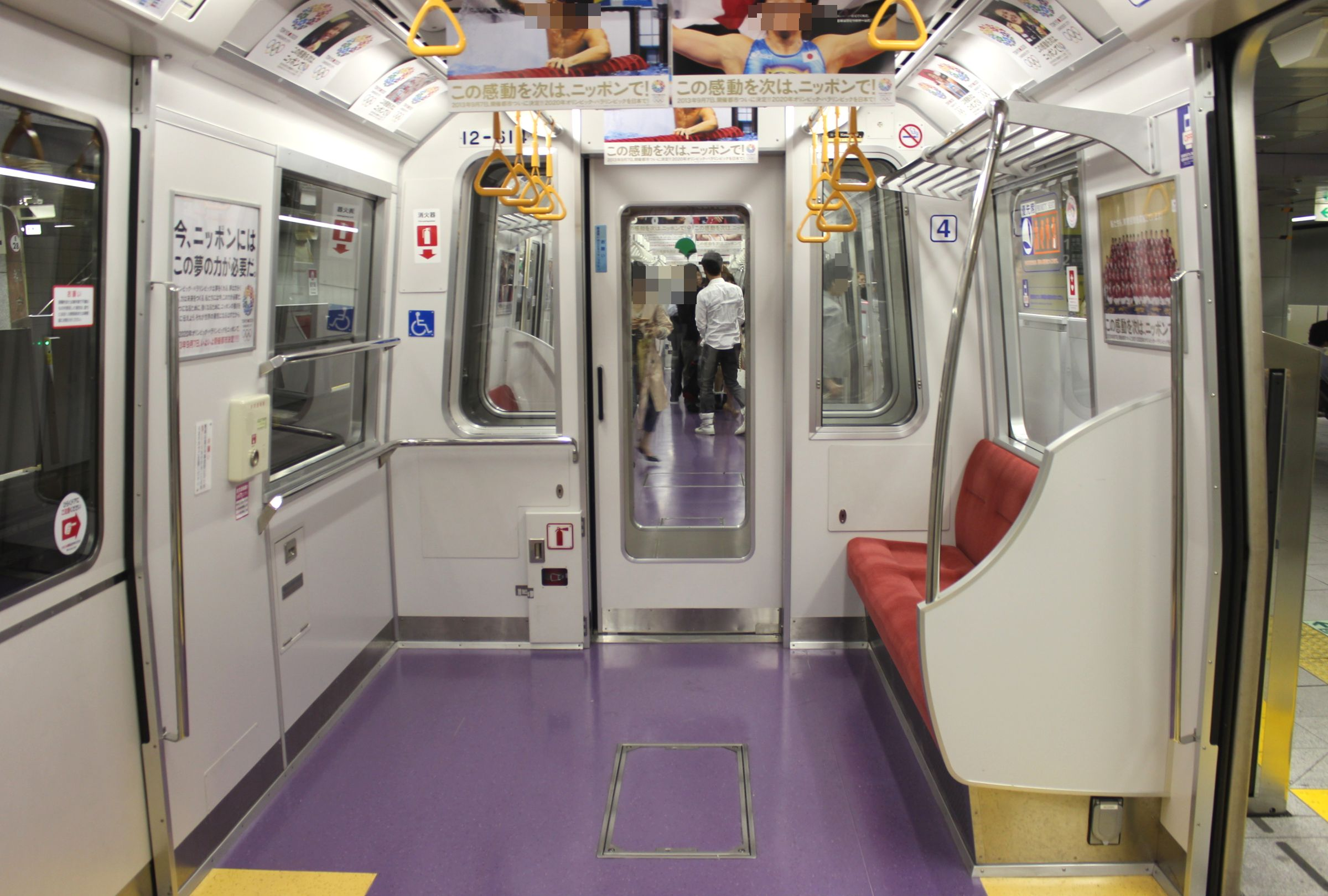
車椅子スペース
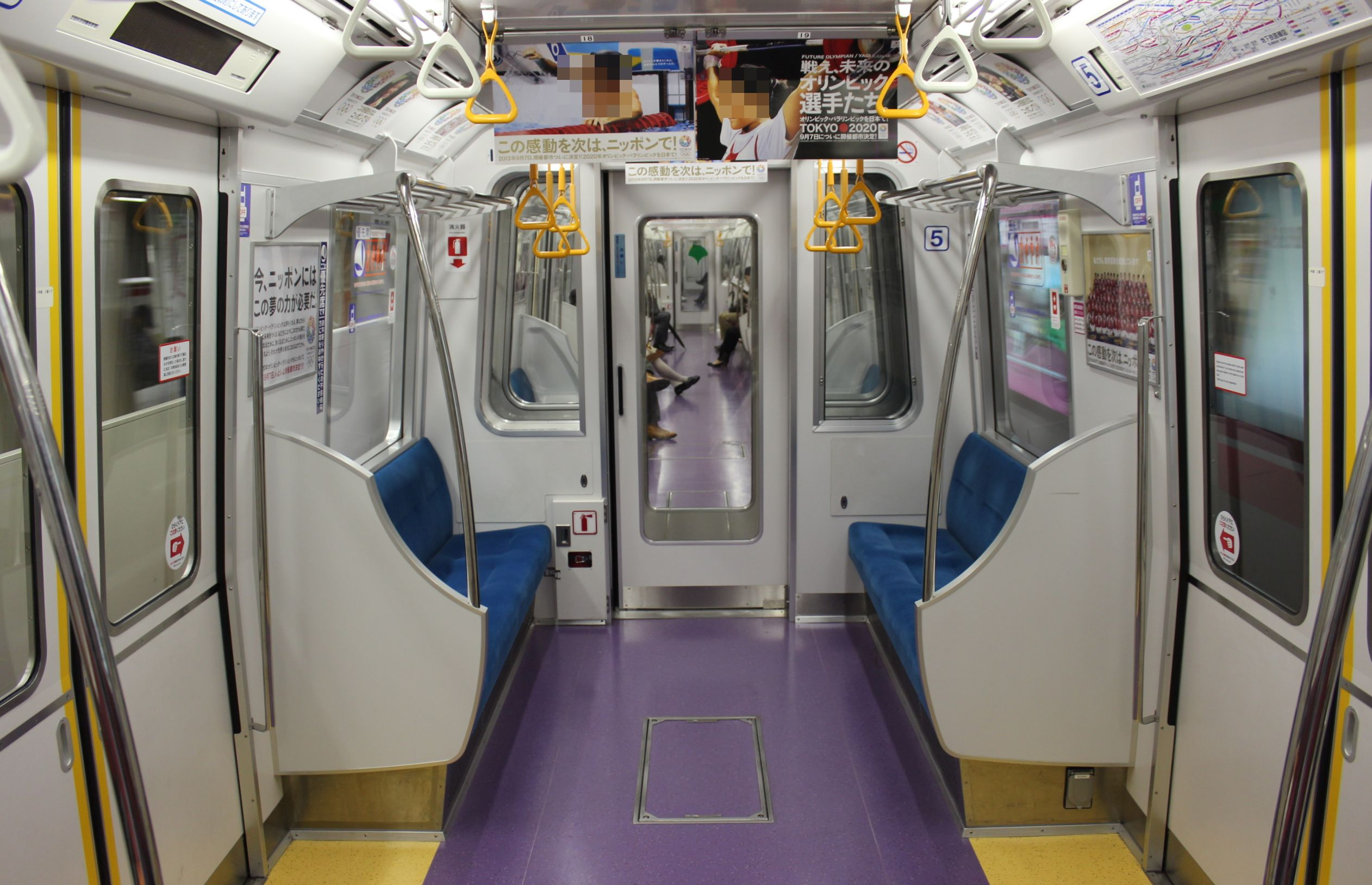
優先席

## 走行機器など
制御装置は日立製作所製の2レベルIGBT素子を使用したVVVFインバータ制御方式で、1台のインバータユニットでリニアモーター2台（1両分）を制御するインバータを2セット搭載している（1C2M2群制御）。主電動機は120kW出力の車上1次片側式三相リニア誘導電動機（重量1,300kg以上）が採用されており、各台車に1台（1両に2台）を装架しており、全電動車となっている。
補助電源装置は、冷房装置の能力向上に対応して容量増強を図った120kVA出力の東洋電機製造製静止形インバータを採用している。集電装置はシングルアーム式パンタグラフを採用しており、折りたたみ高さは160mmと小さい。各機器の車両情報を一括して管理する列車情報制御装置（ATI装置）を搭載するが、取り扱い性を考慮して12-000形の光ファイバー伝送から一般的なメタル線伝送方式を採用している。
台車は自己操舵機構（セルフステアリング機構）を有するリニアモーター駆動方式の空気ばね台車（住友金属工業→新日鐵住金→日本製鉄製）で、12-000形と同一品（交通局形式T12-D-V形・メーカー形式FS545D形）である。これは定期検査を施工する馬込車両検修場において台車のリンク整備を行っているためである。車輪径は610mm、基礎ブレーキは1軸1ディスクのディスクブレーキ方式である。
保安装置については12-000形と同等の車内信号式自動列車運転装置（新CS-ATC）および自動列車運転装置（ATO）を搭載している。ATO装置は通常は運転士が行う駅の発車から停車までの一連の運転操作を行うものである。ATO装置使用時には力行操作・ブレーキ操作とも31段の多段制御が行われ、また同装置使用時の定位置停止精度は前後50cm以内と高い精度となっている。

## 2次車
大江戸線開業以来使用してきた12-000形1・2次車（実際には2次車および中間に連結される3次車は開業当初から使用されていない）8両編成6本（48両）が老朽取り替え時期を迎えたため、置き換え用車両として導入された。基本的には1次車をベースとしながら「お客様へのサービス向上、「安全性能向上」、「バリアフリーの対応」など「人にやさしい車両」を設計コンセプトとしている。2次車は2014年度内に搬入され、2015年（平成27年）4月6日から営業運転を開始している。2次車は第63編成（12-631 - 12-638）から第68編成（12-681 - 12-688）が該当。車両価格は2014年度車（第63・64編成）の2編成で「20億円」（消費税抜・1編成あたり 10億円）である。
前面デザインは1次車をベースとしながら、下部のスカートと連結器部の形状を変更することで、1次車とは異なるイメージとした。側面については、ホームドア越しにも一目で新車と認識できるよう、側窓横の戸袋部にいちご色とぶどう酒色のラインカラーフィルムを貼り付けている。
車外の行先表示器はフルカラーLEDを採用した。1次車導入時の大江戸線はホームドアの導入前であったが、2次車導入時には全駅にホームドアの設置が完了したことから、連結間転落防止幌の設置は省略された。
内装
車内は化粧板の表面仕上げを光沢仕上げとして清潔感のあるものとし、袖仕切については形状は1次車と同様だが、袖仕切表面には大江戸線からイメージされる籠目の江戸小紋柄を採用している。車内照明は蛍光灯からLED照明に変更した。荷棚高さは1次車の1,745mmから1,700mmに低下させ、使いやすさの向上を図っている。つり革は1両につき16個増設されている。
側窓ガラスは、1次車は厚さ5mmの強化ガラスであったが、2次車では遮音性向上のため厚さ3mmの強化ガラス2枚による合わせガラス構造に変更した。客用ドアはドアガラスを1次車の単板ガラスから複層ガラス構造へ変更し、遮音性の向上ならびに安全性を向上させている。連結面貫通扉は、開閉機構を1次車の重力式から、2次車では水平式に変更したほか、扉のガラスは、側窓同様に厚さ3mmの強化ガラス2枚による合わせガラス構造とした。
車内案内表示器には19インチサイズでドア上の狭小スペースに対応した三菱電機製の横長液晶表示器（Super Wide LCD Equipment）を採用した。ドア横の左側には1両につき6台の17インチ液晶表示器（愛称・チカッ都ビジョン）を設置しており、東京都や交通局のPR動画等を提供している。
走行機器など
乗務員室は1次車と基本的に同一仕様だが、車内案内表示装置に液晶式を採用したことにより、乗務員室背面の機器配置が変更された。制御装置、主電動機（リニアモータ）、補助電源装置、台車などの主要機器は基本的に1次車と同一としている。

## 3・4・5次車

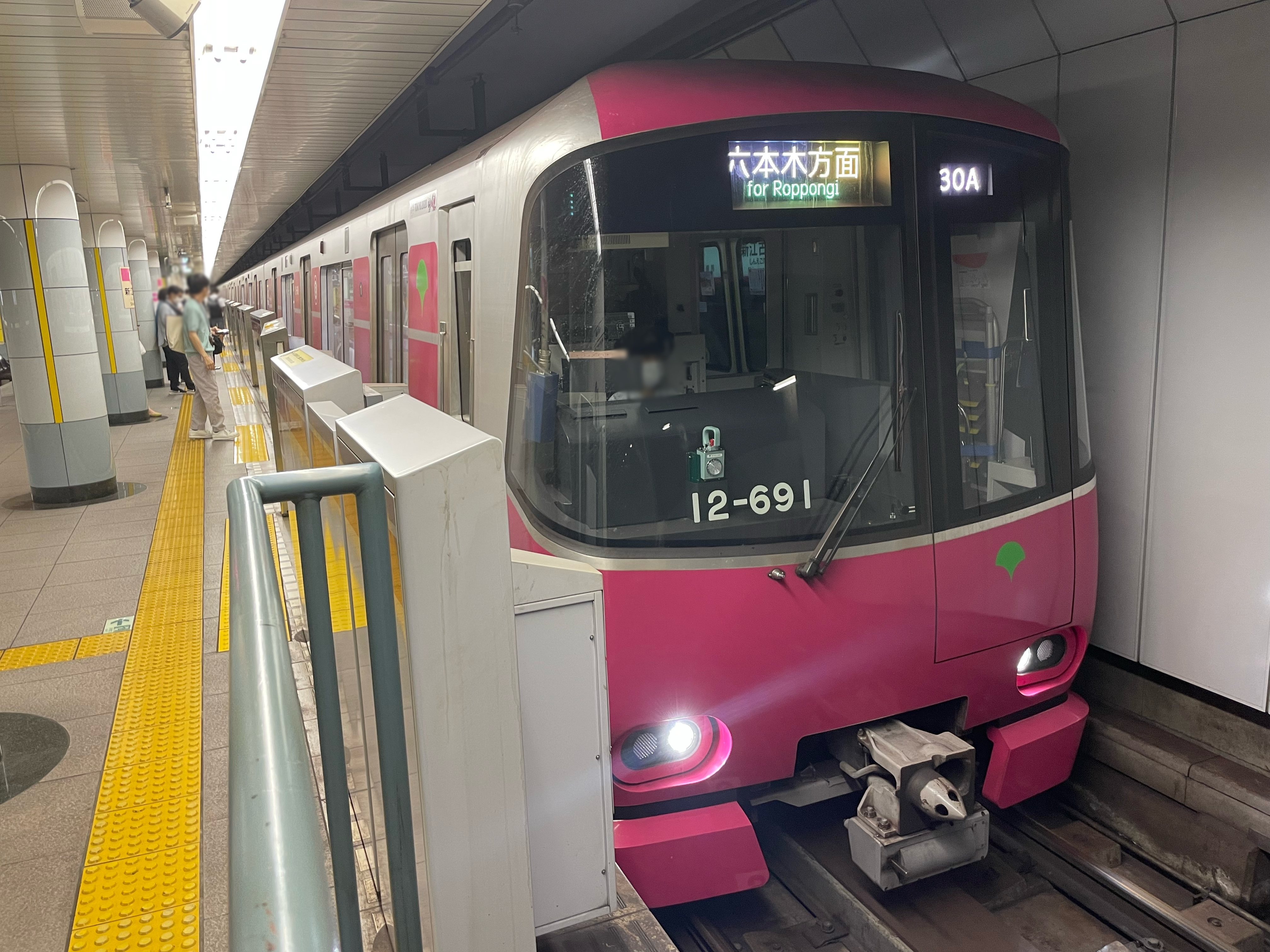
12-600形（4次車）

2018年度からは大江戸線の混雑緩和と輸送力増強のため、2次車をベースに主要機器の変更を行った3次車の導入を開始した。外観デザインは「多様な人々を受け入れる、人にやさしい車両」をコンセプトとした。3次車は第69編成（12-691 - 12-698）以降が該当。車両価格は2018年度車（第69 - 71編成）の3編成で「47億6,200万円」（消費税抜・1編成あたり 約15億8,733万円）であり、2次車よりも1.5倍以上高くなっている。
カラーリングは、先頭車前頭部にマゼンタ色を使用し、車体側面の戸袋部にもマゼンタ色を配色することで、大江戸線のラインカラーを強調したデザインとした。前面の前照灯・尾灯は下部にコンビネーション化して配置することで、新しいイメージとした。また、4、5次車に関しての情報は不明である。また、4次車以降の車両では、ドアチャイムが変更され、開扉時の盲導鈴鳴動機能が設置された。
内装
客室内は1・2次車と同じ白色系を基本としながら、妻面壁にはアイボリー色を採用した。床敷物は藤色から、グレーの単色に変更した。座席は1人当たりの座席掛け幅を460mmから475mmへ拡大、このために妻面窓を廃止した。車内に開放感を持たせるため袖仕切、連結面貫通扉には強化ガラス入りを採用したほか、大江戸線の路線名から菱格子という江戸小紋柄を袖仕切ガラス、連結面貫通扉、座席表地に配した。座席表地には龍村美術織物製のものが使用されている。
乗客へのサービス向上のため、各車両に車内Wi-Fi端末設備と空気清浄機を設置、セキュリティ対策として各車4台防犯カメラを設置した。従来からの車椅子スペース（4・5号車設置）に加えて、それ以外の車両にベビーカーなどに配慮した「フリースペース」を設置し、2段式の手すりを設けている。このほか、車内放送用スピーカーの増設、空調ダクトの改良・大型化、つり革の増設（1両あたり10個）などが行われている。冷房装置については変更ないが、客室の暖房装置は1年を通して使用する機会がないことから、準備工事のみとした。車内案内表示器については、2次車から変更していない。
乗務員室は速度計、圧力計、表示灯類を廃し、これらを液晶モニターに集約表示をするグラスコックピットを採用した。マスコンハンドルは、小型ワンハンドル式からL形ワンハンドル式に改良し、操作性を向上させた。

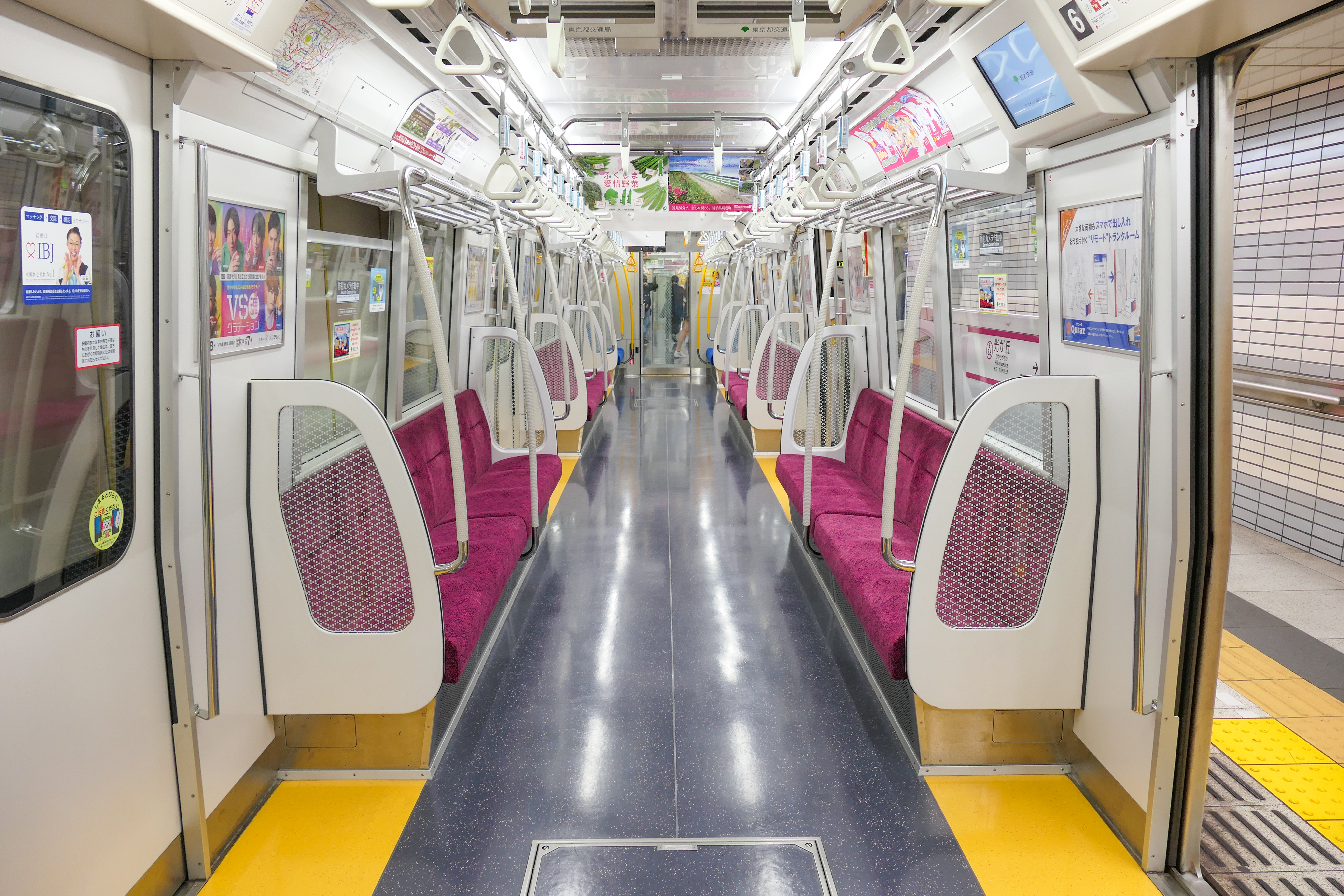
車内（3次車）
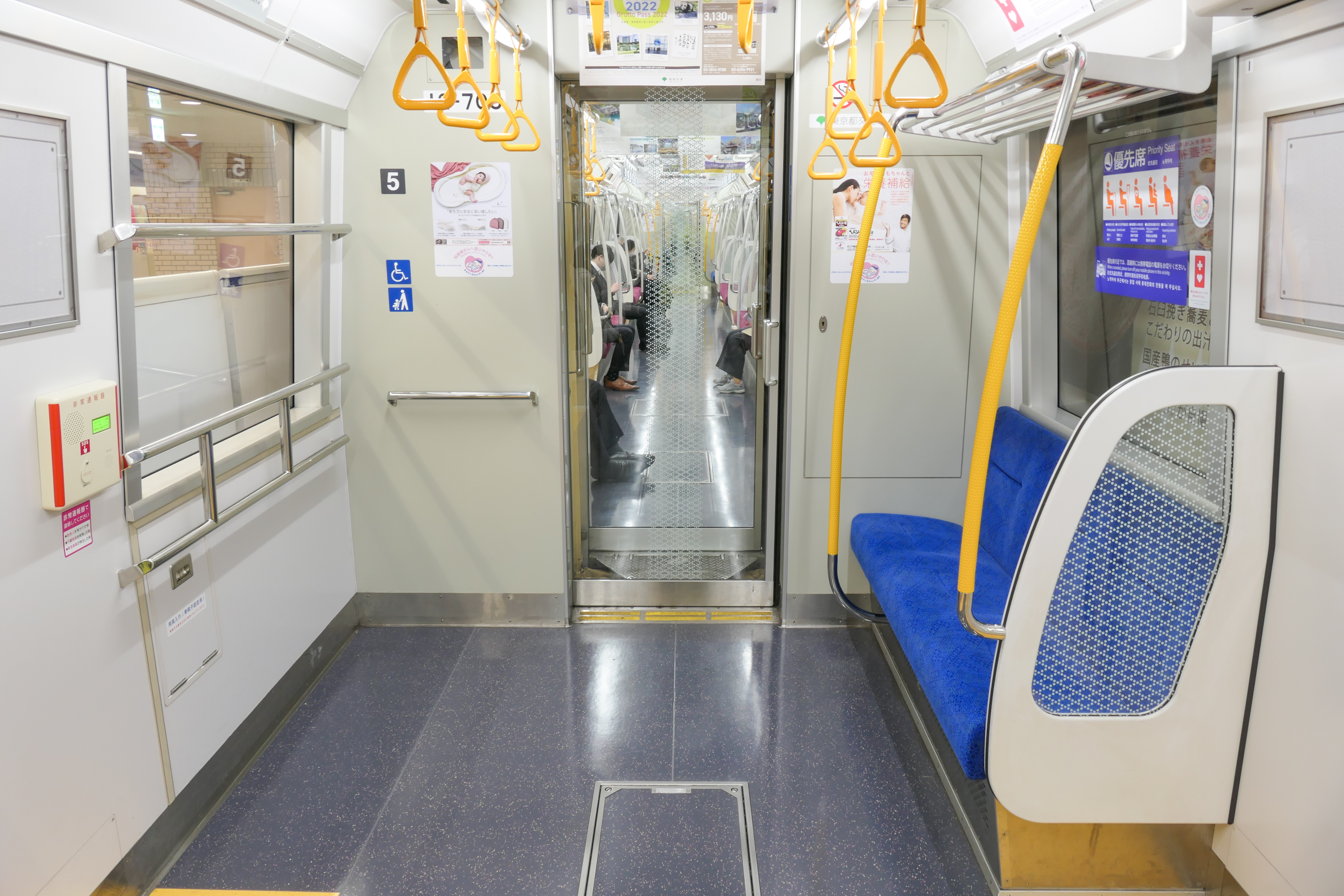
優先席（3次車）
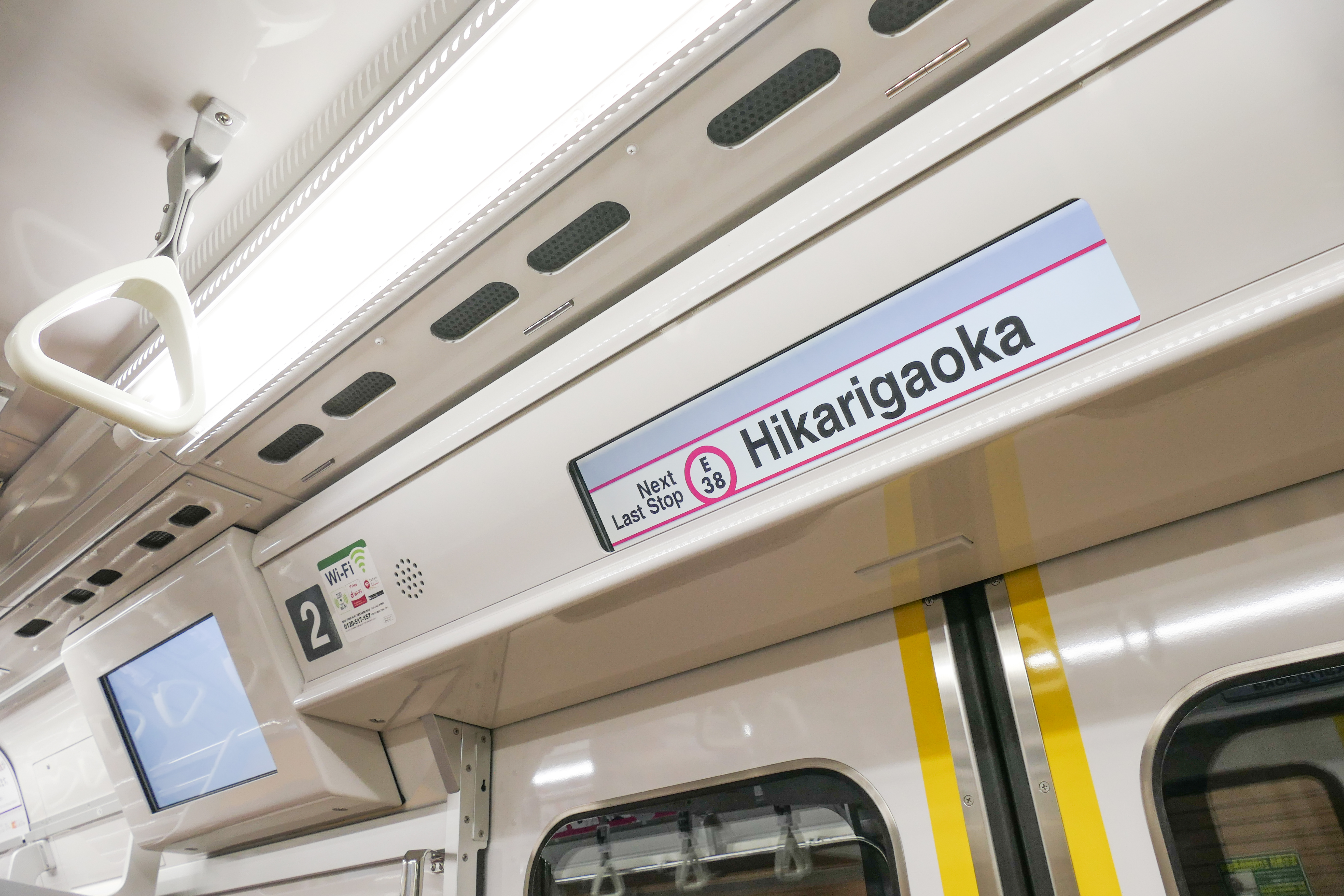
車内案内表示器（3次車）
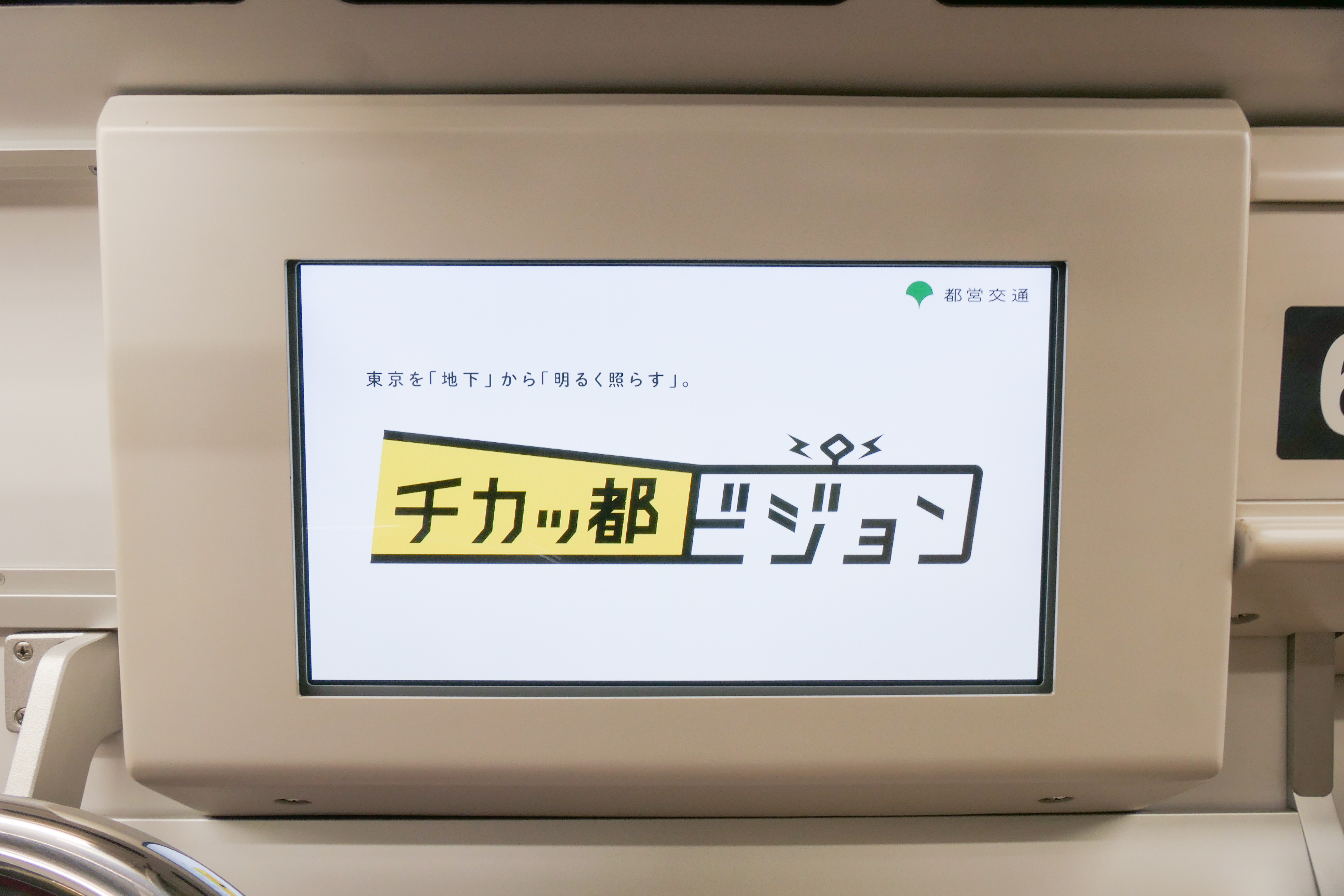
17インチ液晶表示器（チカッ都ビジョン）

走行機器など
制御装置は小型軽量化を図った日立製作所製SiC（シリコンカーバイト）ハイブリッドモジュール素子を使用したVVVFインバータ制御を採用した。主電動機（リニアモータ）、補助電源装置、台車などの主要機器は基本的に1・2次車と同一としているが、空気圧縮機（CP）は、レシプロ式から潤滑油が不要なオイルフリースクロール式（1台のCPに小型コンプレッサーを4台内蔵）に変更した。
列車情報制御装置（ATI）は基幹伝送路をメタル線伝送方式から高速伝送機能を有するイーサネットケーブルを採用した。イーサネットを採用することで、車両間の伝送速度は100 Mbpsへ大幅に向上した。イーサネットの大容量データ伝送機能を活かし、編成全体で一括した力行・回生ブレーキのトルク制御の実現（編成制御機能）、運転台へのメーター表示機能、故障時における記録機能を大幅に拡張した。また、ATIモニター画面から個々のパンタグラフを上昇させる「個別パンタ上げ機能」を追加した。

## 編成
|          | （清澄白河駅基準）← 両国・春日経由都庁前六本木・大門経由光が丘 → |              |              |              |              |              |              |               |
| 形式     | 12-600 (MC21)                                                    | 12-600 (M12) | 12-600 (M23) | 12-600 (M14) | 12-600 (M15) | 12-600 (M26) | 12-600 (M17) | 12-600 (MC28) |
| 搭載機器 | BT                                                               | VVVF         | SIV,CP       | VVVF         | VVVF         | SIV,CP       | VVVF         | BT            |

凡例
- VVVF：VVVFインバータ装置
SIV：補助電源装置（静止形インバータ）
CP：空気圧縮機
BT：蓄電池
- 集電装置はM1車に各1基が搭載される（M12・M14・M15・M17車）。

## 今後
2016年5月26日、既存車両の更新と旅客数増加に伴う増備計画に伴い2018年度から2020年度にかけて11編成の増備が発表されたが、2019年1月26日、2021年度まで1年度あたり4編成ずつの新造に変更されたことが明らかになった。